# Merlara
Merlara é uma comuna italiana da região do Vêneto, província de Pádua, com cerca de 2.960 habitantes. Estende-se por uma área de 21 km², tendo uma densidade populacional de 141 hab/km². Faz fronteira com Casale di Scodosia, Castelbaldo, Masi, Piacenza d'Adige, Terrazzo (VR), Urbana.

## Demografia
| Variação demográfica do município entre 1861 e 2011                               |
|                                                                                   |
| Fonte: Istituto Nazionale di Statistica (ISTAT) - Elaboração gráfica da Wikipedia |